# Rio Arieș (Cugir)
O Rio Arieş é um rio da Romênia afluente do rio Mic, localizado no distrito de Alba.